# Cathédrale orthodoxe de Rivne
La cathédrale orthodoxe de Rivne (en ukrainien : Свято-Воскресенський кафедральний собор (Рівне)), située à Rivne en Ukraine, est une cathédrale. Elle se situe au 39 rue Soborna.

## Histoire

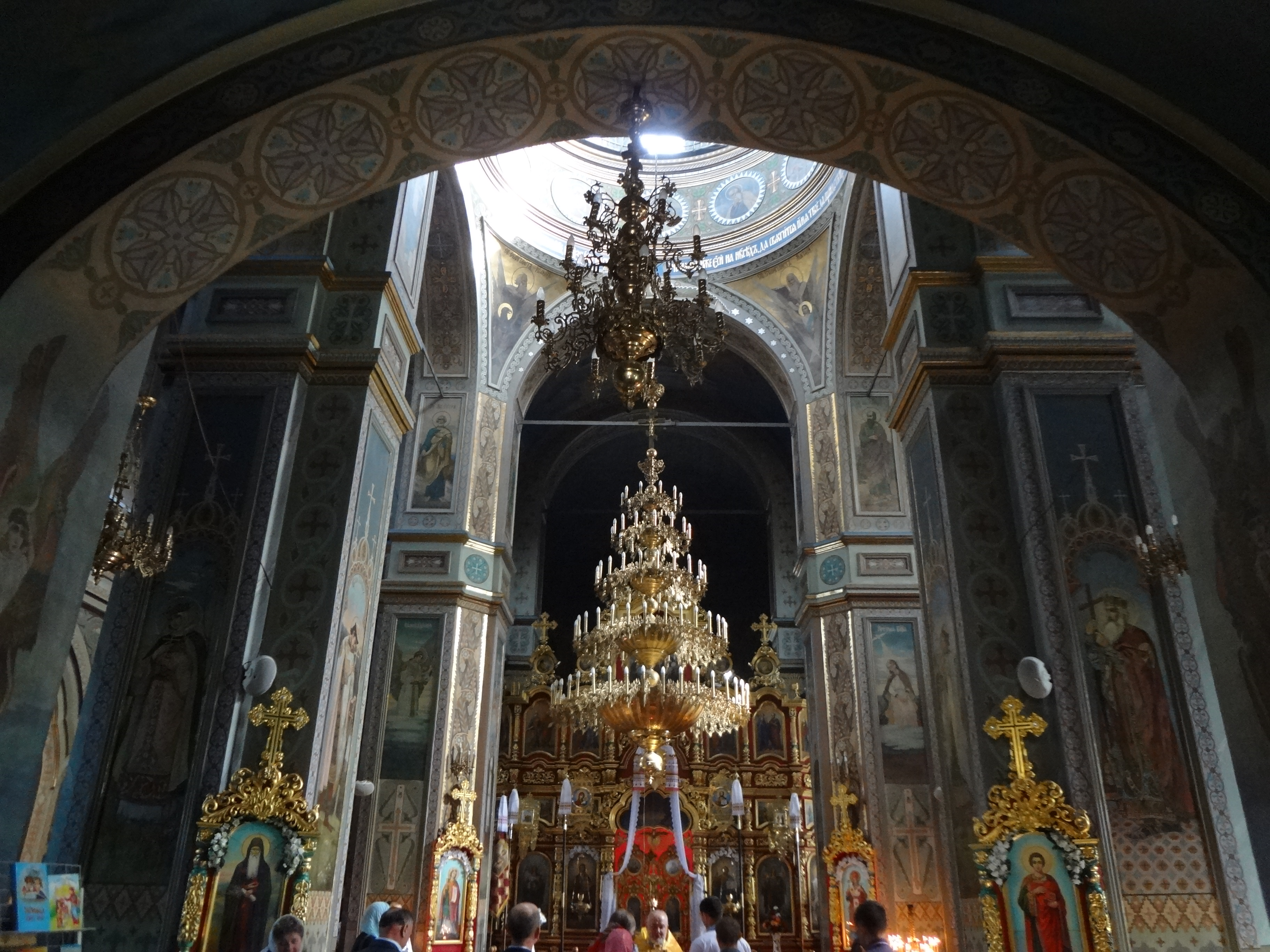
Intérieur.

La première cathédrale date de 1731, est construite en bois et dans la zone du marché. Le 12 juin 1881 un incendie détruit le quartier, le lieu est toujours marqué par des processions et une croix.
Une collecte permis de reconstruire la cathédrale. Construite en briques, sur un plan de croix latine avec cinq dômes, rénovée en 1931 et l'adjonction d'un clocher. Avec l'ère soviétique elle était menacée et une partie des bâtiments adjacents furent rasés et un établissement piscicole y pris place. Elle a été rendue au culte en 1989.
Elle est inscrite au Registre national des monuments d'Ukraine sous le numéro : 56-101-0122.